# Casa Blanca (San Juan del Río)
En el censo de 2020, Casa Blanca fue dada de baja como localidad del municipio de San Juan del Río, en el estado de Querétaro, México, y pasó a formar parte de la cabecera municipal.

## Demografía
El Censo de Población y Vivienda 2010 arrojó una población de 1,325 habitantes, lo que corresponde al 0.54 % de la población municipal.

## Geografía
Se localiza en el centro del municipio de San Juan del Río a 1 kilómetro de la cabecera municipal en las coordenadas 20°23′10″ de latitud norte y 100°01′13″ de longitud oeste, a una altitud de 1946 metros sobre el nivel del mar.
- Datos: Q64830647